# Westminsterský palác

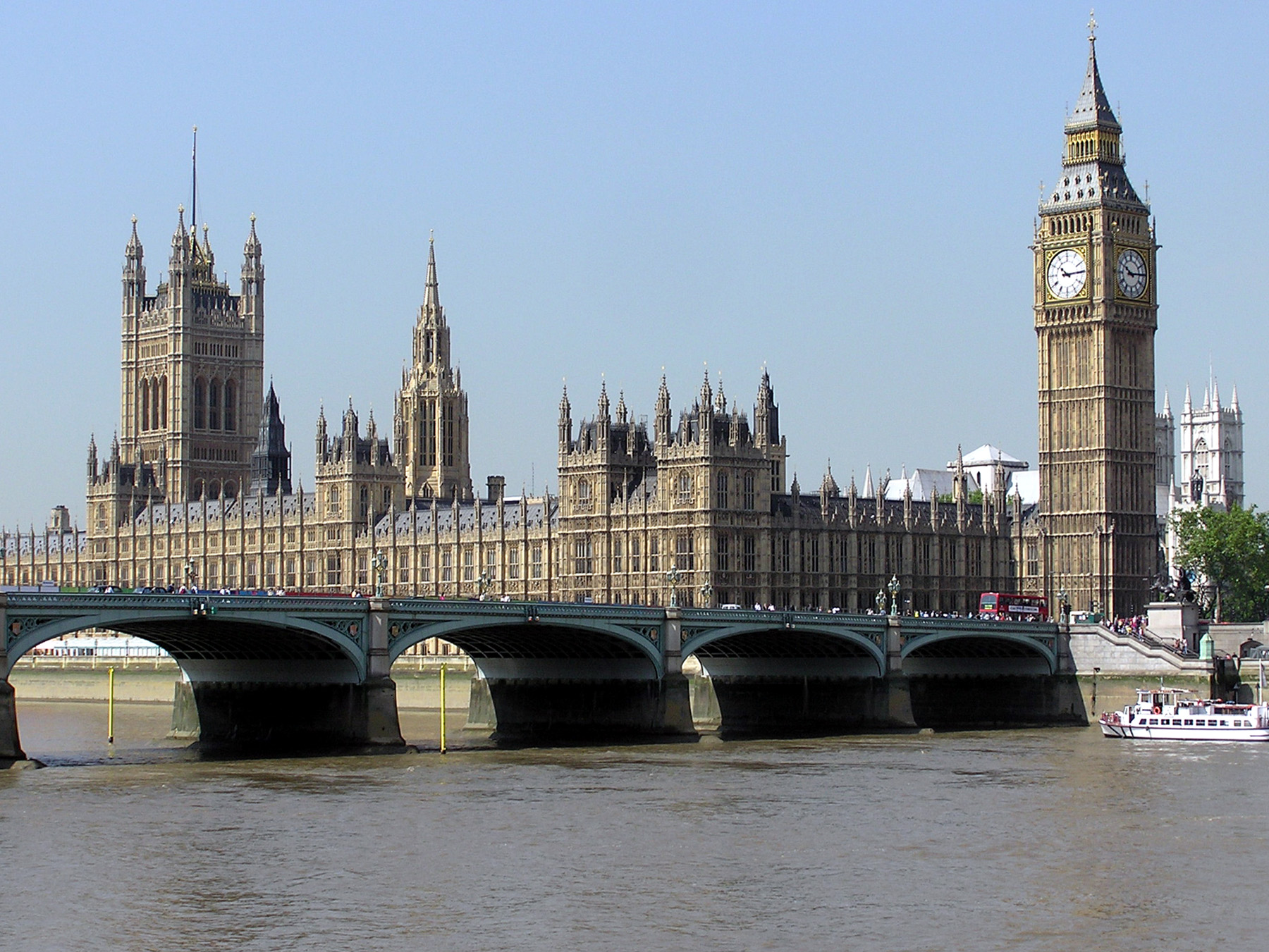
Pohled na Westminsterský palác přes Westminster Bridge.

Westminsterský palác (Palace of Westminster) označovaný také Houses of Parliament je sídlo Parlamentu Spojeného království – Sněmovny lordů (House of Lords) a Dolní sněmovny (House of Commons). Palác se nachází na severním nábřeží řeky Temže v Londýnském obvodu Westminster v sousedství dalších vládních budov na Whitehallu.
Nejstarší dochovanou částí paláce je Westminster Hall, pocházející z roku 1097. Palác původně sloužil, až do 16. století, jako sídlo panovníka. Většina současné stavby pochází z 19. století, kdy byl palác po požáru, který ho téměř celý zničil, rekonstruován. Autorem přestavby paláce v neogotickém stylu byl po vítězství v architektonické soutěži architekt Charles Barry a Augustus Welby Pugin. Jednou z nejznámějších turistických atrakcí paláce je Big Ben. Palác obsahuje více než 1000 místností, z nichž nejvýznamnější jsou jednací místnosti Sněmovny lordů a Dolní sněmovny.

## Historie

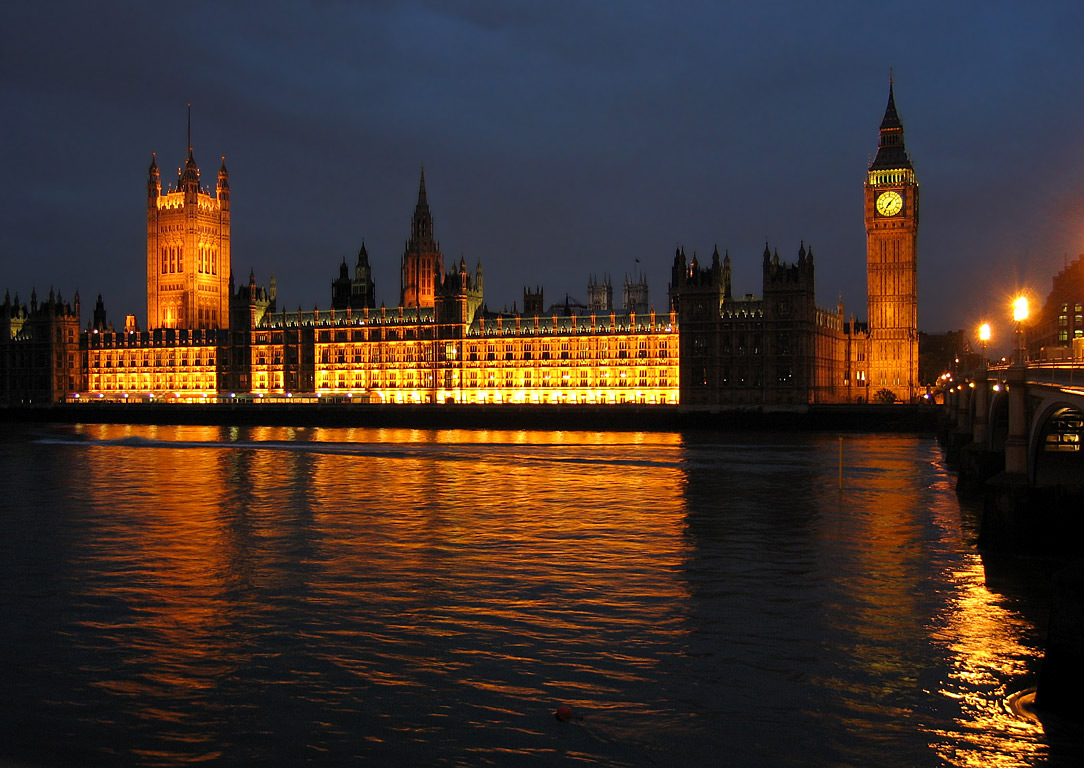
Westminsterský palác se nachází na nábřeží řeky Temže.

Westminsterský palác měl strategický význam především ve středověku, a sice pro svou polohu na nábřeží řeky Temže. Místo, na kterém stojí současný palác, ve středověku nazývané Thorney Island, bylo poprvé použito jako panovnické sídlo za vlády Knuta I. Velikého (vládl v letech 1016 až 1035). Předposlední saský král Eduard III. Vyznavač nechal postavit královské sídlo na Thorney Islandu ve stejné době jako Westminsterské opatství (v letech 1045 až 1050). Thorney Island a jeho okolí se brzy začalo označovat jako Westminster (zkratka slov West Monastery – západní klášter). První normanský král Vilém I. Dobyvatel zpočátku, i z obav o svou bezpečnost, bydlel v Toweru, ale později se přestěhoval do Westminsteru. Nejstarší dochované části paláce (Westminster Hall a Great Hall) pocházejí z doby Vilémova následníka Viléma II.
Palác byl hlavní královskou rezidencí v době pozdního středověku. S tím, jak se vyvíjela vládní struktura, usídlily se v jeho okolí mnohé vládní instituce. Například předchůdce parlamentu, královská rada (Curia Regis), se scházela ve Westminster Hall (ale následovala krále, pokud se přesunul na jiné místo). Modelový parlament (termín používaný pro parlament Eduarda I., předchůdce regulérního Parlamentu Velké Británie z roku 1295) se v paláci sešel roku 1295. Od té doby se téměř veškerá jednání parlamentu konala ve Westminsterském paláci.
Westminsterský palác byl královskou rezidencí až do doby, kdy jeho část v roce 1529 zničil požár. Roku 1530 získal Jindřich VIII. Tudor York Palace od kardinála Thomase Wolseyho, vlivného ministra, který ztratil královu přízeň. Král ho přejmenoval na Whitehallský palác a používal ho jako své hlavní sídlo. Ačkoli byl Westminsterský palác stále královským palácem, byl využíván pro zasedání obou komor parlamentu a soudního dvora.

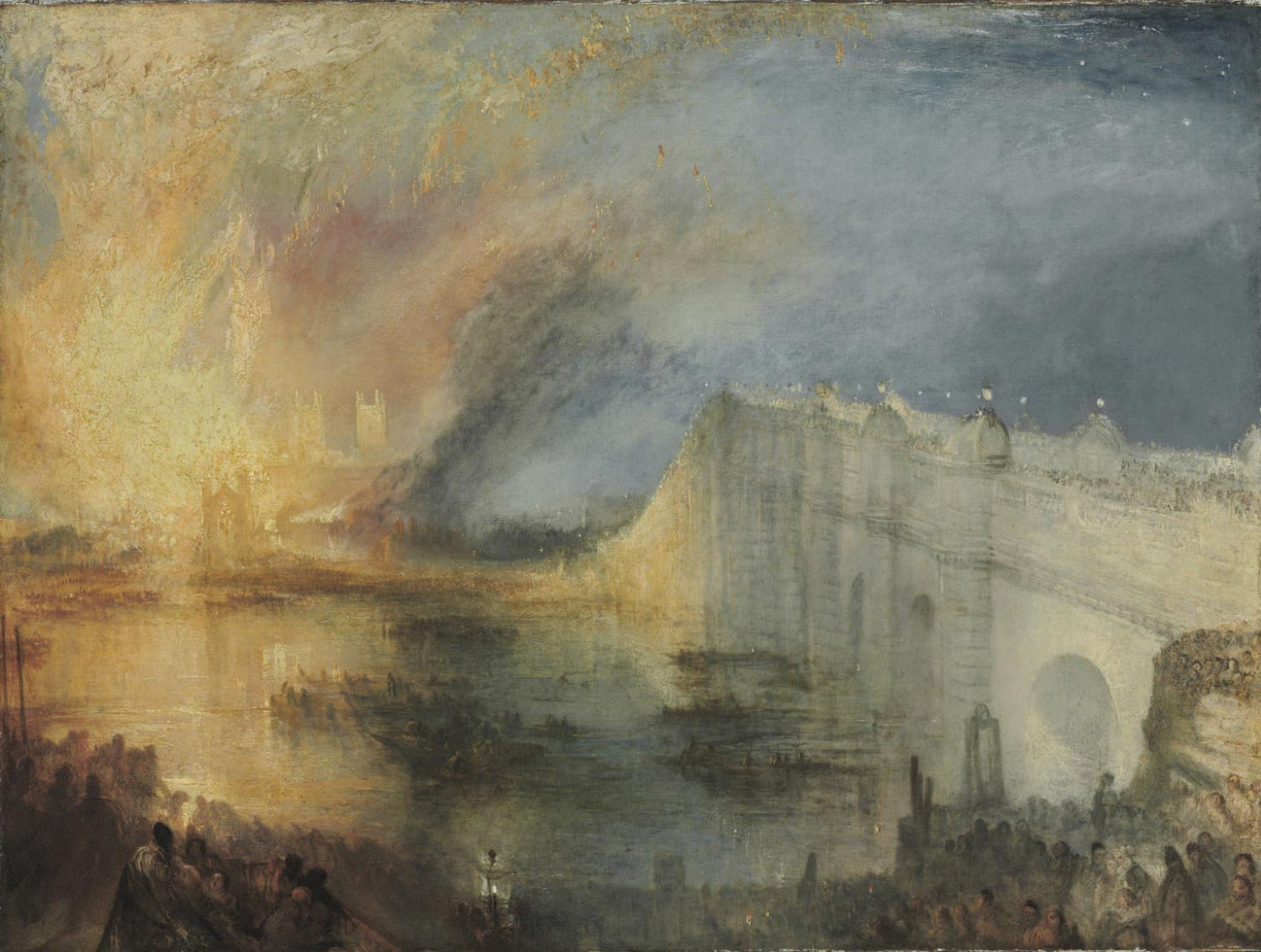
Turnerův obraz z roku 1835 požáru Westminsterského paláce.

Vzhledem k tomu, že byl postaven jako královská rezidence, neměl palác žádné speciální místnosti pro jednání sněmoven parlamentu. Důležité státní ceremoniály, včetně zahájení zasedání parlamentu, byly pořádány v malovaném sále. Sněmovna lordů většinou zasedala v bílém sále. Dolní sněmovna neměla vlastní jednací místnost, takže občas zasedala v kapitule Westminsterského opatství. Tato komora parlamentu měla k dispozici za vlády Jindřichova následníka Eduarda VI. kapli svatého Štěpána, bývalou královskou kapli.
16. října 1834 byla většina paláce zničena požárem. Požár nezničil pouze Westminster Hall, Jewel Tower a kryptu a křížovou chodbu v kapli sv. Štěpána. Král jmenoval komisi pro rekonstrukci paláce. Tato komise rozhodla, že palác má být znovu postaven na původním místě. Komise roku 1836 vybrala v architektonické soutěži ze 97 návrhů Barryho plán na palác v neogotickém stylu. Základní kámen byl položen roku 1840; sál pro Sněmovnu lordů byl dokončen roku 1847 a sál pro Dolní sněmovnu roku 1852 (u této příležitosti obdržel Barry rytířský titul). Většina stavebních prací byla dokončena do roku 1860.
Westminsterský palác fungoval až do roku 1941, kdy byl sál Dolní sněmovny poškozen při bombardování. Rekonstrukcí byl pověřen Giles Gilbert Scott, který zachoval charakter Barryho rekonstrukce. Oprava byla dokončena roku 1950.

## Exteriér
Barryho návrh na rekonstrukci paláce předpokládal stavbu v perpendikulárním gotickém stylu, který byl populární především v 15. století a stal se módním v období neogotiky v 19. století. Barry byl klasický architekt, ale spolupracoval s Augustem Puginem, specialistou na gotický styl. Westminster Hall, která byla postavena v 11. století a přečkala požár z roku 1834 bez poškození, byla zakomponována do Barryho návrhu.

## Materiál stavby
Materiál původně použitý na stavbu byl červený vápenec z oblasti u vesnice Anstone v jižním Yorkshire. Kámen však vlivem znečištění začal chátrat. Ačkoli poškození kamenného zdiva bylo patrné už kolem roku 1849, práce na jeho opravě byly zahájeny až počátkem 20. století.
Roku 1928 byly zahájeny práce na výměně některých částí zdiva. Byl použit medově zbarvený vápenec z oblasti Rutland. Obnova začala v 30. letech ale byla přerušena druhou světovou válkou a dokončena byla v 50. letech. V 60. letech se objevily další známky poškození zdiva a tak byla roku 1981 zahájena další oprava, která byla ukončena roku 1994.

## Věže

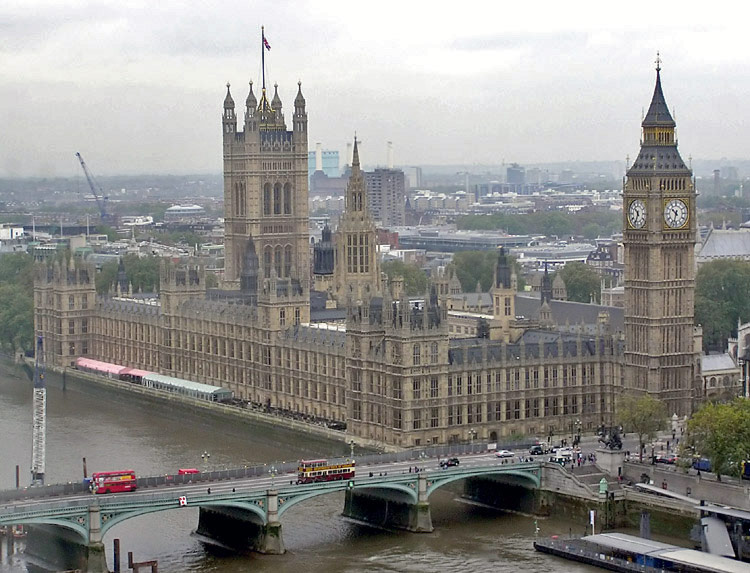
Dvě nejznámější věže Westminsterského paláce – Victoria Tower (vlevo) a Elizabeth Tower (vpravo).

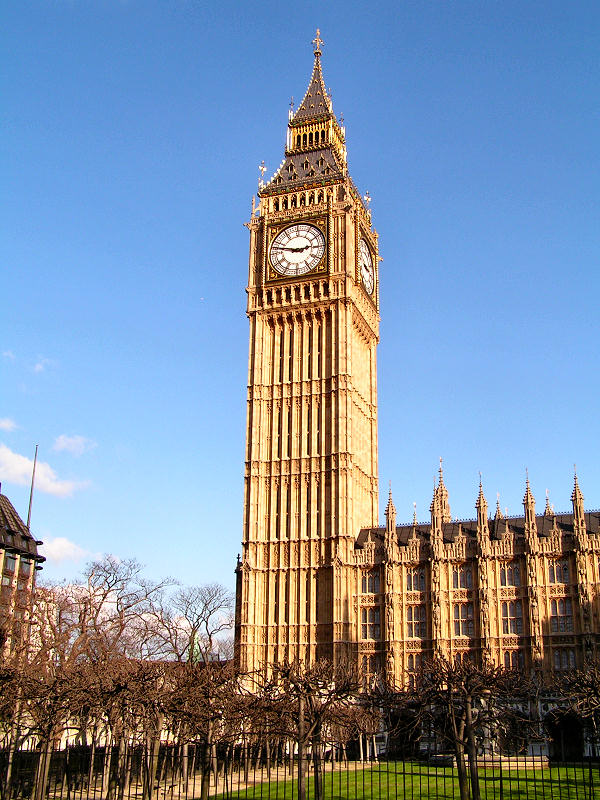
Detail Elizabeth Tower, v níž je třetí nejtěžší zvon v Anglii, Big Ben

Barryho návrh rekonstrukce obsahoval výstavbu několika věží. Nejvyšší je Victoria Tower, vysoká 98 m. Jedná se o čtvercovou věž na jihozápadní straně paláce. Věž byla pojmenována po panovnici, která vládla v době rekonstrukce paláce – královně Viktorii. Ve věži sídlí archiv Sněmovny lordů, který navzdory svému názvu zajišťuje archivaci pro obě sněmovny. Na vrcholu věže se nachází kovová vlajková žerď, na níž vlaje královská standarta nebo státní vlajka Velké Británie – Union Jack. U paty věže je vchod pro panovníka do Westminsterského paláce. Tudy vstupuje král nebo královna do paláce při zahájení činnosti parlamentu nebo při jiných oficiálních příležitostech.
Nad střední částí paláce se vypíná Central Tower. Tato věž je s výškou 91 m nejnižší ze tří hlavních věží paláce. Na rozdíl od ostatních věží je zakončena špičkou. Nachází se nad Central Lobby a má osmiboký tvar.
Malá věž, nazývaná věž sv. Štěpána, se nachází nad vstupem do paláce, mezi Westminster Hall a Old Palace Yard. U paty této věže je hlavní vstup do Dolní sněmovny, známý jako St. Stephen's entrance. Je jednou z mála původních středověkých částí paláce zakomponovaných do nové budovy a nyní v ní mají kanceláře někteří poslanci.
Nad severozápadní částí paláce se tyčí nejznámější věž paláce, 96 m vysoká Elizabeth Tower. V této věži se nachází obrovské hodiny známé jako Great Clock of Westminster. Je v ní také pět zvonů. Největším z nich a nejznámějším je Big Ben (oficiální pojmenování zní Great Bell of Westminster), který odbíjí celou hodinu a je s hmotností 13,8 tun třetím nejtěžším zvonem Anglie. Ačkoli se termín Big Ben vztahuje k nejtěžšímu zvonu, vžil se jako pojmenování celé věže.

## Okolí paláce

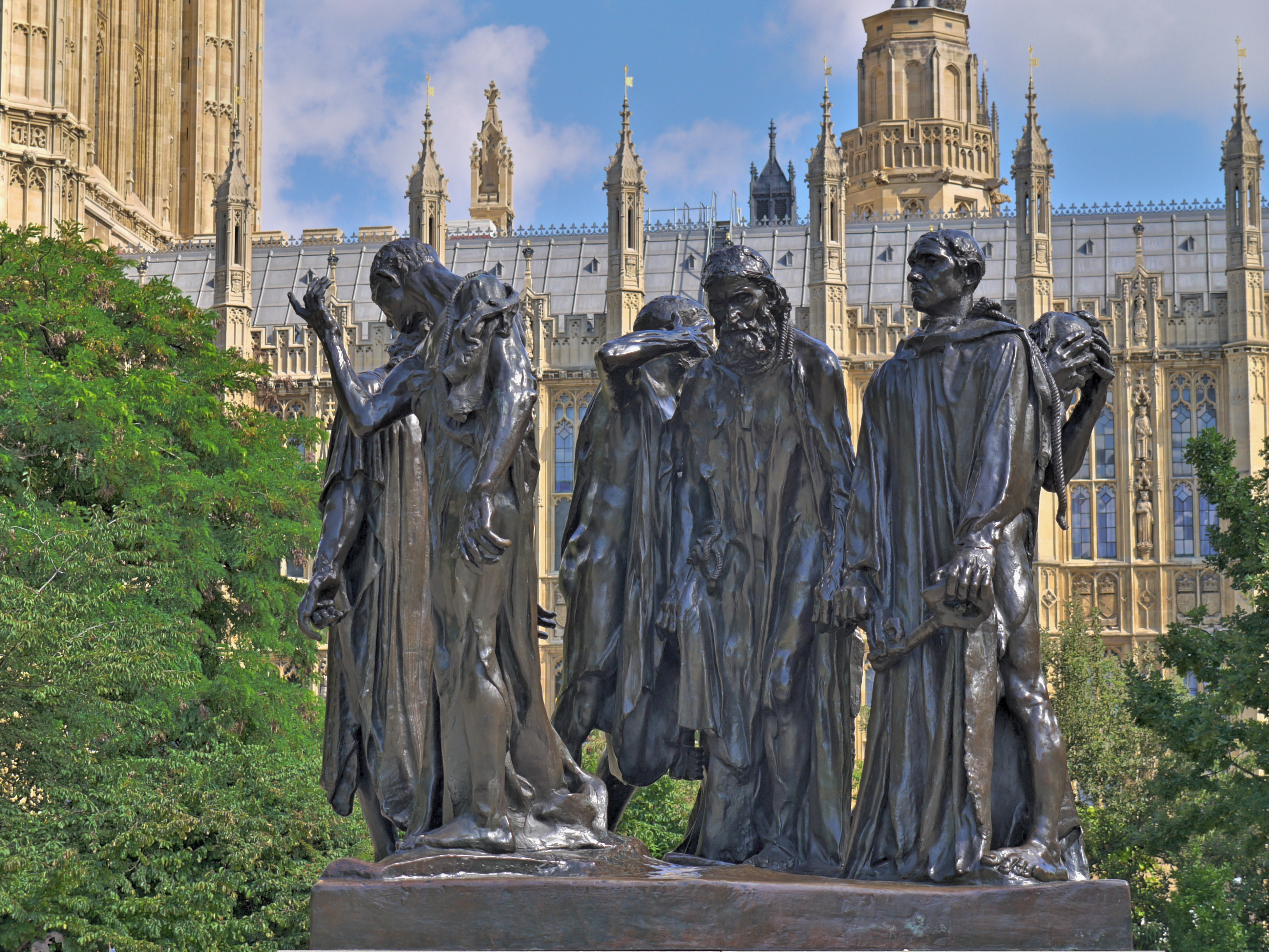
A Rodin: Občané z Calais

V okolí Westminsterského paláce se nachází mnoho zahrad:
- Victoria Tower Gardens je park přístupný veřejnosti a rozkládá se na jižní straně paláce podél řeky. Zde je umístěno sousoší A. Rodina Občané z Calais.
- Black Rod's Garden není přístupná pro veřejnost a je používaná jako soukromý vstup do paláce.
- Old Palace Yard je vydlážděné prostranství v průčelí paláce kryté bezpečnostními betonovými bloky.
- Cromwell Green (u vstupu do paláce), New Palace Yard (na severní straně paláce) a Speaker's Green (na sever od paláce) jsou soukromá uzavřená prostranství.

## Interiér

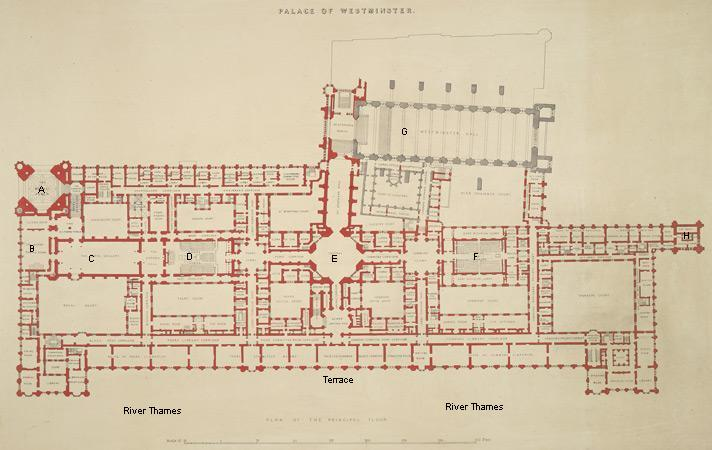
Půdorys Westminsterského paláce.

Palác obsahuje asi 1100 místností, 100 schodišť a 3 km chodeb. Budova paláce je čtyřpatrová. V přízemí se nacházejí kanceláře, jídelny a bary. V prvním poschodí se nacházejí hlavní místnosti paláce – jednací sály sněmoven, lobby a knihovny. Oblékárna, královská galerie, princův salón, Sněmovna lordů, aristokratická lobby, hlavní lobby, členská lobby a Dolní sněmovna leží v jedné linii od jihu na sever ve zmíněném pořadí. Dvě horní poschodí obsahují jednací sály a kanceláře.
Původně byl palác řízen lordem nejvyšším kancléřem, protože byl (a formálně stále je) královským sídlem. Roku 1965 bylo rozhodnuto, že každá sněmovna má mít kontrolu nad svými místnostmi. Mluvčí a lord kancléř tak kontrolují objekty patřící jednotlivým sněmovnám. Pod správu lorda nejvyššího kancléře tak spadají pouze některé ceremoniální sály.

### Sněmovna lordů
Jednací sál Sněmovny lordů se nachází v jižní části paláce. Bohatě vyzdobený sál má rozměry 14 na 24 m. Lavice i ostatní nábytek ve Sněmovně lordů má červenou barvu. Horní část místnosti je zdobená barevnými skleněnými okny a šesti alegorickými freskami zobrazujícími náboženství, rytířství a právo. Horní část a vyhlídková galerie je zakryta malou záclonou. Tato byla instalována v 20. letech 20. století aby zakryla kotníky a dolní části nohou přihlížejících žen.
Na konci sněmovny se nachází zlatem zdobený baldachýn a trůn. Ačkoli se panovník může zúčastnit kteréhokoli jednání Sněmovny lordů, ve skutečnosti je přítomen pouze zahájení jednání parlamentu. Pro ostatní členy královské rodiny, kteří se účastní zahájení jednání parlamentu, jsou k dispozici státní křesla v blízkosti trůnu. Před trůnem se nachází předsednické křeslo (woolsack), s polštářem vyplněným vlnou, což reprezentuje důležitost obchodu s vlnou. Toto křeslo využívá předsedající sněmovny lordů (lord kancléř nebo jeho zástupce). Žezlo, které reprezentuje královskou autoritu, je umístěno na zadní straně křesla. Před předsednickým křeslem se nacházejí křesla soudců (velká červená křesla, na nichž sedí lordi právníci při zahájení parlamentu) a sněmovní stůl, u něhož sedí úředníci.
Členové sněmovny sedí na červených lavicích po třech stranách sněmovny. Členové sněmovny reprezentující vládní stranu sedí po pravé straně, opoziční strany po levé straně a členové, kteří nezastupují žádnou stranu, sedí na straně naproti předsednickému křeslu.
Sněmovna lordů je místem, kde se odehrávají různé důležité ceremonie, z nichž nejdůležitější je státní zahájení parlamentu (State Opening of Parliament), které se odehrává na začátku parlamentního roku. Panovník sedí na trůnu a přednáší projev, v němž určuje hlavní úkoly legislativní agendy vlády pro nadcházející období. Členové Dolní sněmovny nevstupují do Sněmovny lordů, ale sledují projev z vyhrazeného prostoru. Podobnou událostí je ukončení jednání parlamentu na závěr parlamentní sezóny. Na ní je panovník většinou zastupován skupinou lordů komisařů.

### Dolní sněmovna
Sál Dolní sněmovny se nachází na severním konci Westminsterského paláce. Rozloha sálu je 14 na 21 m. Jeho výzdoba je mnohem skromnější než sál Sněmovny lordů. Lavice a ostatní nábytek v Dolní sněmovně má barvu zelenou. Ostatní parlamenty Commonwealthu převzaly barevné schéma britského parlamentu tak, že dolní komora parlamentu má zelenou barvu nábytku a horní komora červenou.
Na jednom konci sálu se nachází křeslo mluvčího, dar věnovaný parlamentu Austrálií. Před ním je sněmovní stůl, u něhož sedí úředníci a na němž leží sněmovní žezlo. Sněmovní lavice jsou umístěny po stranách sálu. Členové vládní strany sedí po pravé straně mluvčího, zatímco členové opozice na levé straně. Sál je relativně malý, dokáže pojmout pouze 427 z 646 členů parlamentu. poslanci, kteří nemají místo v lavici, v době interpelace předsedy vlády (Prime Minister's Questions) a důležitých jednání ve sněmovně stojí.
Dvě červené čáry na zemi sněmovny jsou od sebe vzdálené na délku dvou mečů a jedné stopy. Protokol zakazuje poslancům tyto čáry překročit.
Podle tradice nevstupuje britský panovník do Dolní sněmovny. Poslední král, který tuto tradici porušil, byl Karel I. (roku 1642) při pokusu o zatčení pěti poslanců za vlastizradu.

### Westminster Hall

Westminster Hall na počátku 18. století.

Westminster Hall, nejstarší dochovaná část paláce, byla postavena roku 1097. Strop byl původně podepřen sloupy, ale za vlády Richarda II. byl nahrazen kleštinovým krovem navrženým královským tesařem Hughem Herlandem. Westminster Hall je s rozměry 21 na 73 m jedním z největších sálů se samonosnou střechou.
V historii plnila Westminster Hall různé funkce. Původně byla používána pro soudní účely. Zasedaly v ní tři nejdůležitější soudní instance – Court of King's Bench, Court of Common Pleas a Court of Chancery. Roku 1873 byly tyto soudy sloučeny do Vysokého soudního dvora (High Court of Justice), který jednal ve Westminster Hall do doby než přesídlil roku 1882 do budovy Královského soudního dvora. Mimo běžná soudní jednání se zde projednávaly významné soudní případy státního významu například soudní přelíčení s Karlem I. na konci Anglické občanské války.
Ve Westminster Hall se odehrávaly i významné ceremoniální obřady. Od 12. do 19. století se zde pořádaly korunovační recepce na oslavu nového panovníka. Poslední takováto recepce se zde konala po korunovaci Jiřího IV. roku 1821. Jeho následovník Vilém IV. tento úmysl zavrhl protože ho považoval za příliš nákladný. Westminster Hall byla i místem rozloučení veřejnosti a státních pohřebních obřadů velmi významných osob. Tato čest je běžně prokazována panovníkům a jejich manželům nebo manželkám. Pouze dvěma významným osobnostem mimo královskou rodinu bylo dopřáno této cti. Byl to Frederick Sleigh Roberts, první hrabě Roberts roku 1914 a sir Winston Churchill roku 1965.
Po reformách provedených roku 1999 využívá Dolní sněmovna speciálně upravený sál v sousedství Westminster Hall jako další jednací místnost.

### Ostatní místnosti

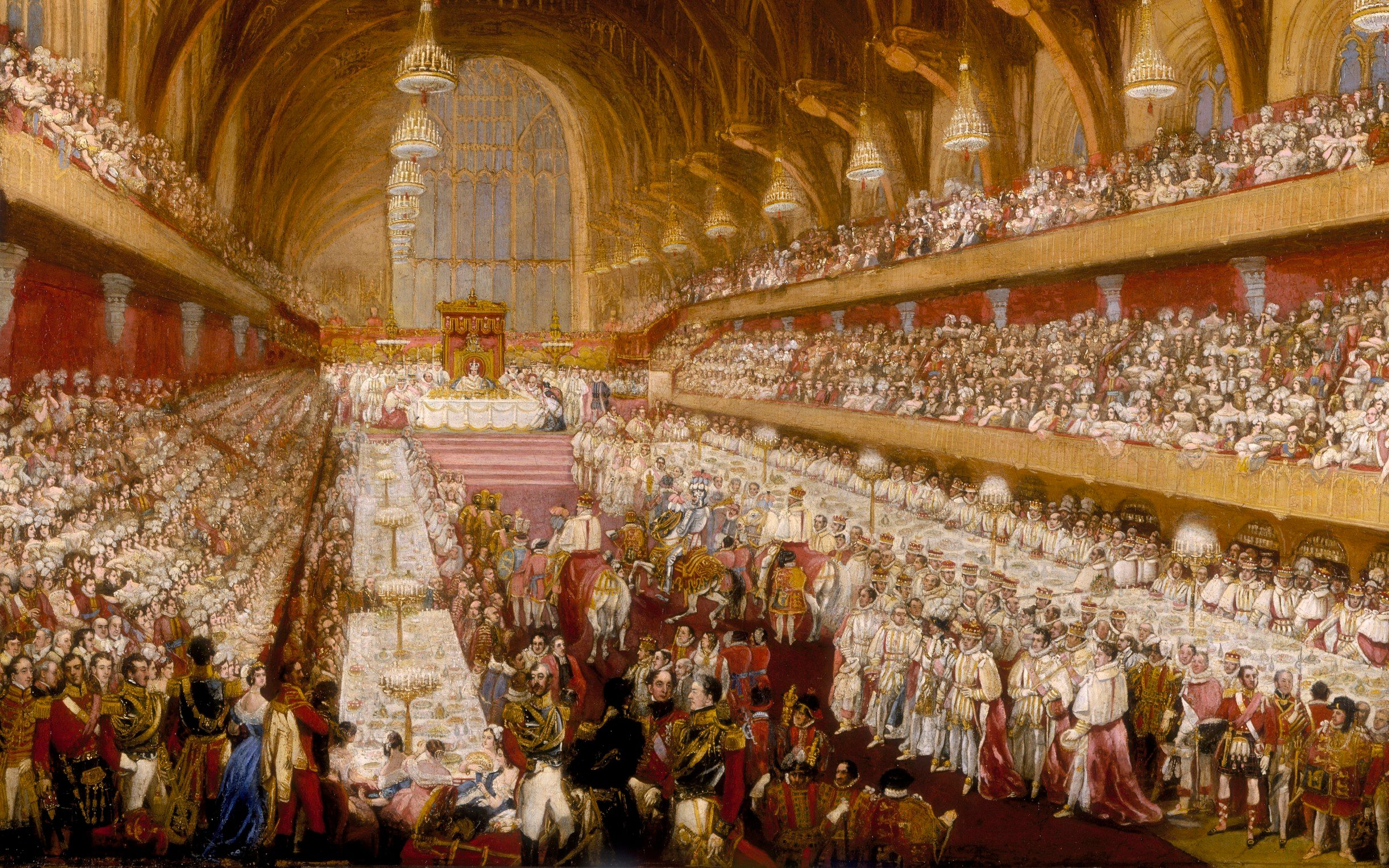
Recepce po korunovaci Jiřího IV. byla roku 1821 poslední velkou korunovační recepcí pořádanou ve Westminster Hall

V prvním patře Westminsterského paláce se nachází několik dalších významných místností. Na jižním okraji paláce to je oblékárna (Robing Room), v níž se panovník připravuje na zahájení parlamentu – obléká si slavnostní roucho a nasazuje slavnostní korunu. Obrazy Williama Dyceho v této místnosti zobrazují výjevy z legend o králi Artušovi. Bezprostředně vedle této místnosti se nachází královská galerie (Royal Gallery), kterou občas používají zahraniční hosté, kteří vystupují před oběma komorami parlamentu. Stěny této galerie jsou vyzdobeny dvěma obrovskými malbami Daniela Maclise – Smrt lorda Nelsona – zobrazující skon admirála Nelsona v bitvě u Trafalgaru a Setkání Wellingtona a Blüchera – setkání vojevůdců v bitvě u Waterloo.
Na jih od sálu Sněmovny lordů se nachází princův salón (Prince's Chamber) – malý předpokoj používaný členy Sněmovny lordů. Tato místnost je vyzdobena podobiznami panovníků Tudorovské dynastie. Na sever od Sněmovny lordů se nachází aristokratická lobby (Peers' Lobby), kde členové této komory neformálně diskutují problematiku projednávanou na zasedání.
V centru paláce se nachází osmiboká hlavní lobby (Central Lobby), která sousedí s aristokratickou lobby. Tato místnost je vyzdobena sochami významných státníků a mozaikou zobrazující patrony národů Velké Británie – svatého Jiří pro Anglii, svatého Ondřeje pro Skotsko, svatého Davida pro Wales a svatého Patrika pro Severní Irsko. Voliči se zde mohou setkávat se svými poslanci. Za hlavní lobby se nachází členská lobby (Members' Lobby), kde členové Dolní sněmovny diskutují problematiku projednávanou na zasedání. V této místnosti jsou umístěny sochy některých významných předsedů vlády například Davida Lloyda George, sira Winstona Churchilla a Clementa Attleeho.
V paláci se dále, na straně blíže k řece, nachází dvě skupiny knihoven pro Sněmovnu lordů a Dolní sněmovnu.
Ve Westminsterském paláce se také nacházejí místnosti pro předsedající funkcionáře obou částí parlamentu. Oficiální rezidence mluvčího Dolní sněmovny se nachází na severním konci paláce, zatímco pokoje lorda kancléře jsou umístěny na jižní straně. Každý den se oba tito funkcionáři účastní formálního průvodu ze svých pokojů do příslušné sněmovny.

## Bezpečnost

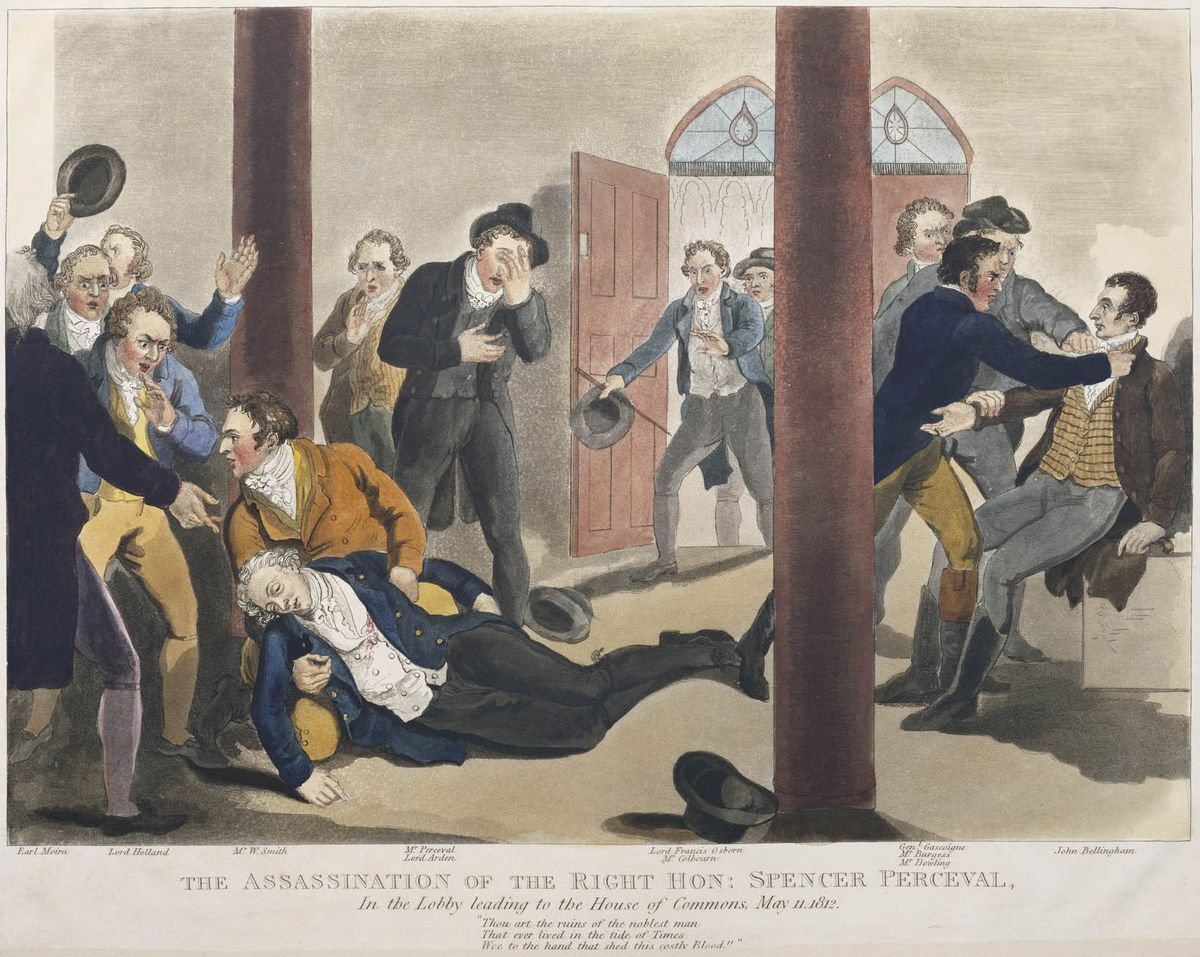
Atentát na Spencera Percevala

Bezpečnost Sněmovny lordů má na starosti Gentleman Usher of the Black Rod a pro Dolní sněmovnu je to Serjeant-at-Arms. Role obou těchto funkcionářů je hlavně ceremoniální. Hlavní roli ochrany bezpečnosti zajišťuje speciální oddělení – Palace of Westminster Division – metropolitní policie.
Asi nejznámějším pokusem narušení bezpečnosti paláce byl Gunpowder Plot roku 1605, pokus katolických extremistů odpálit nálož střelného prachu při slavnostním zahájení jednání parlamentu. Spiknutí bylo odhaleno poté co jeden z katolických šlechticů obdržel anonymní varování, aby se nezúčastňoval slavnostního zahájení parlamentu. Správa paláce zahájila prohlídku paláce a objevila nálože i jednoho ze spiklenců Guye Fawkese. Účastnící konspirace byli souzeni ve Westminster Hall a odsouzeni k smrti. Od roku 1605 příslušníci ochrany panovníka (Yeomen of the Guard), provádějí ceremoniální prohlídku paláce před slavnostním zahájením parlamentu.
Původní palác byl roku 1812 dějištěm atentátu na ministerského předsedu Spencera Percevala. Když premiér vycházel z členské lobby Dolní sněmovny byl napaden a zastřelen Johnem Bellinghamem. Perceval je jediným britským předsedou vlády, který zemřel na následky atentátu.
17. června 1974 vybuchla ve Westminster Hall 9 kg bomba, nastražená IRA. Roku 1979 byl zabit výbuchem bomby nastražené v automobilu prominentní konzervativní politik Airey Neave. Se stoupajícím nebezpečím možného útoku nákladním autem naloženým výbušninami, byly před palác umístěny betonové bloky.

## Přístup do paláce

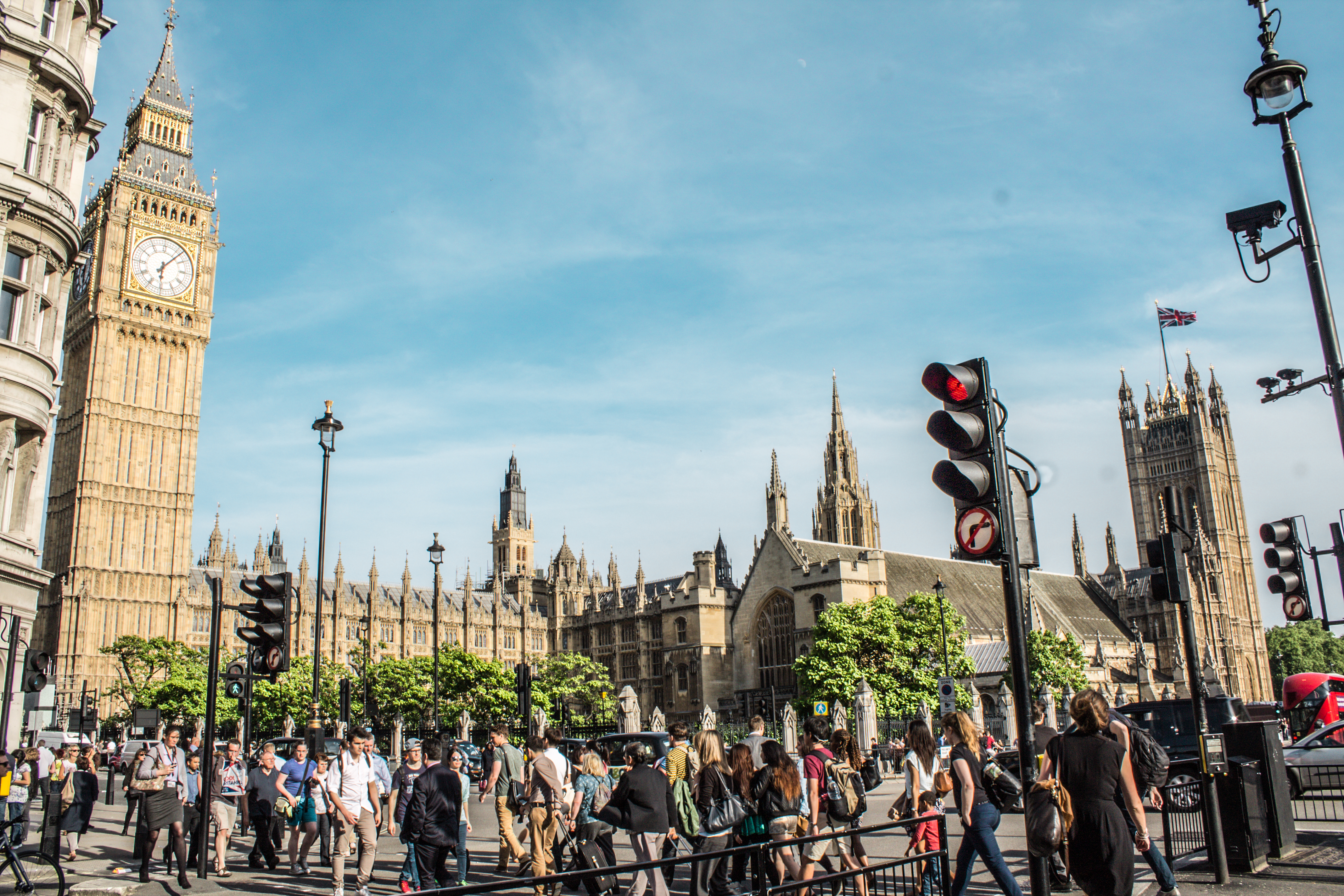
V okolí Westminsterského paláce

Přístup do Westminsterského paláce je pro veřejnost výrazně omezen na tyto možnosti:
- osoby trvale bydlící ve Velké Británii mohou požádat o lístek na galerii pro veřejnost v době jednání parlamentu své poslance, pro ostatní návštěvníky je k dispozici omezený počet vstupenek
- britští občané mohou požádat své poslance o lístek na prohlídku paláce v době jednání parlamentu s doprovodem průvodce
- britští občané i cizinci si mohou koupit lístky na prohlídku parlamentu v době parlamentních prázdnin

Od 1. srpna 2005 je zakázáno pořádat demonstrace bez předchozího povolení metropolitní policie ve vzdálenosti do jednoho kilometru od paláce.
Dopravní spojení – metro – stanice Westminster.